# Love Etc.
Love Etc. è una canzone dei Pet Shop Boys, pubblicata come primo singolo del loro album Yes. Il brano fu scritto dai Pet Shop Boys assieme al team di produttori Xenomania, i quali successivamente produssero anche il brano. I Pet Shop Boys descrissero il singolo come "un tema che va oltre uno stile di vita, che suona come qualcosa che non abbiamo mai fatto prima".
La canzone ottenne un grande successo, in specialmodo negli Stati Uniti, dove la canzone balzò in testa nella prestigiosa classifica Hot Dance Club Play. Con Love Etc., i Pet Shop Boys ottennero la loro nona canzone ad essere in cima alla classifica, pareggiando il numero di hit assieme ai Depeche Mode. Con il singolo successivo furono i Pet Shop Boys ad aggiudicarsi il record di "artisti non solisti più prolifici nella classifica dance americana". Sempre negli Stati Uniti Love Etc., nella sua settimana di uscita, fu il secondo singolo più acquistato in tutti gli Stati Uniti
Il videoclip della canzone fu diretto dall'animatore olandese Han Hoogerbrugge, mentre la copertina per il CD singolo fu realizzata dall'ormai storico sodalizio Mark Farrow/Pet Shop Boys.
La canzone appare anche nella raccolta inglese "Now That's What I Call Music! 72".

## Tracce
CD singolo – parte 1
1. "Love etc." - 3:32
2. "Gin & Jag" - 4:29

CD singolo – parte 2
1. "Love etc." (Album version) - 3:32
2. "Love etc." (Pet Shop Boys mix) - 6:20
3. "Love etc." (Gui Boratto mix) - 8:05
4. "Love etc." (Kurd Maverick mix) - 5:59
5. "Love etc." (Frankmusik Star & Garter dub) - 3:21
6. "Love etc." (Kurd Maverick dub) - 5:58

Download digitale – parte 1
1. "Love etc."
2. "We're all criminals now" – 3:55
3. "Vulnerable"
4. "Did You See Me Coming?"

Download digitale – parte 2
1. "Love etc." (Pet Shop Boys mix) - 6:20
2. "Love etc." (Gui Boratto mix) - 8:05
3. "Love etc." (Kurd Maverick mix) - 5:59
4. "Love etc." (Frankmusik Star & Garter dub) - 3:21

## Classifiche

### Classifiche settimanali
| Classifica (2009)                  | Posizione massima |
| ---------------------------------- | ----------------- |
| Austria                            | 21                |
| Belgio (Fiandre)                   | 18                |
| Belgio (Vallonia)                  | 24                |
| Bulgaria                           | 10                |
| Europea                            | 25                |
| Francia                            | 14                |
| Germania                           | 12                |
| Global Dance Tracks Chart          | 28                |
| Irlanda                            | 31                |
| Israele                            | 6                 |
| Hong Kong                          | 18                |
| Giappone                           | 15                |
| Paesi Bassi                        | 18                |
| Svezia                             | 60                |
| Slovacchia                         | 70                |
| Svizzera                           | 19                |
| Ungheria                           | 6                 |
| Official Singles Chart             | 14                |
| U.S. Billboard Hot Dance Club Play | 1                 |
| U.S. Billboard Hot Singles Sales   | 2                 |
| Stati Uniti                        | 21                |

### Classifica di fine anno
| Classifica (2009)                 | Posizione |
| --------------------------------- | --------- |
| Germania                          | 78        |
| Ungheria                          | 121       |
| Stati Uniti (hot dance club play) | 8         |